# ベリーズ (お笑いコンビ)
ベリーズは、吉本興業所属のお笑いコンビ。2019年2月結成。吉本興業栃木県住みます芸人。

## メンバー
- ベリー大坪 （本名 大坪正幸、1984年4月7日 - ) ツッコミ担当、立ち位置は向かって右
・栃木県宇都宮市出身、NSC16期生、日光お笑い大使
・身長176cm 体重68kg 血液型AB型
・2013年頃まで東京吉本新喜劇にて大坪正幸として活動。
・2018年8月8日付 二代目栃木県住みます芸人就任とともに、ベリー大坪と改名[1]。
・ショウショウ昇司のバンド等いくつかのバンドで音楽活動を行っている。
・芸人活動以外にもCMの声優やモデルなどの活動も行っている。
- ムラタニンニクン （1991年4月28日 - ）ボケ担当、立ち位置は向かって左
・埼玉県鴻巣市出身、NSC16期生
・身長173cm 体重77kg 血液型A型
・旧芸名 村田亘→村田わたる→ムラタ
・2019年2月19日 住みます芸人就任とともにコンビ組み直し[2]

・2019年11月2日 宇都宮餃子祭りステージにて、ムラタからムラタニンニクンに改名発表[3][4]
・サッカーで埼玉県代表として世界大会に出場しており、原口元気ともプレーをしていた。
・父親がガイアの夜明けに出演している。

## 来歴
東京NSC16期生。NSC時代にコンビを組んでいたが卒業後に解散し、大坪は新喜劇で活動。2013年5月に再びムラタとお笑いコンビ「ギリギリチューン」を結成するも、2016年12月に再解散。大坪は2017年5月に同期のイ・ウンジとのコンビ「ジャリアン」を結成するが、同年10月に解散。2018年8月に大坪がピンで栃木県住みます芸人に就任。2019年2月にムラタとコンビを再結成。当初は旧コンビ名のままだったが、ほどなくして現在のコンビ名に改名。ムラタもともに住みます芸人となった。

## エピソード
- 同じコンビとしてこれまで三度の解散を繰り返していてベリーズとして四度目の再結成となる。
- 解散を繰り返しているがコンビ仲が非常に良く、一時期は一軒家を借りて同居していた。
- 栃木県住みます芸人として就任しているがムラタニンニクンは東京都在住である。

## 出演

### テレビ
- とちぎテレビイブ6プラス 水曜日の中継、木曜日のコーナーでベリー大坪がレギュラー出演
- 教えてイイトコ うつのみや　ベリー大坪のみ不定期出演
- 満喫！とちぎ日和　ベリーズで出演

### ラジオ
- エフエム栃木RBZ friday　リポーターとしてベリーズで出演
- コミュニティFMミヤラジ 火曜日と水曜日の夜にベリー大坪が本名名義でパーソナリティとして出演
- 渋谷クロスFM1時におすみつきッ！ ムラタニンニクンが出演
- 鴻巣フラワーラジオ　ギリギリチューンのチューニing!!
- 鴻巣フラワーラジオ　ギリギリチューンのチューニing +!!

### CM
- 明治きのこの山たけのこの里 国民総選挙2018（ベリー大坪が出演、声のみ）

### Web CM
- 株式会社メソケアプラス〈エイプリルフール2018〉スカルプケアのメソケアプラス（ベリー大坪が出演）